# Donne che portano sacchi di carbone
Donne che portano sacchi di carbone è un dipinto ad acquarello (32x50 cm) realizzato nel 1882 dal pittore Vincent van Gogh.
È conservato nel Museo Kröller-Müller di Otterlo.
Il dipinto si riferisce al periodo trascorso dell'artista nelle miniere del Borinage, anche se è stato eseguito ad alcuni anni di distanza, durante le lezioni di disegno del cugino Anton Mauve.